# Yū Hayami
Pour les articles homonymes, voir Hayami.
 (novembre 2020).
Si vous disposez d'ouvrages ou d'articles de référence ou si vous connaissez des sites web de qualité traitant du thème abordé ici, merci de compléter l'article en donnant les références utiles à sa vérifiabilité et en les liant à la section « Notes et références ».
Yū Hayami, ou Yu, Yuu, You Hayami (早見優, Hayami Yū), née le 2 septembre 1966, est une actrice japonaise, seiyū occasionnelle, ex-chanteuse et idole japonaise dans les années 1980. Elle grandit à Guam et Hawaï avant de retourner avec ses parents au Japon, maitrisant l'anglais. Elle débute en 1982 et sort une trentaine de singles et une vingtaine d'albums dans les années 1980, son nom étant transcrit sur les pochettes indifféremment en Yū Hayami ou You Hayami, plus rarement en Yu Hayami. Elle joue aussi depuis 1984 dans de nombreux films et dramas, dont le téléfilm  Cat's Eye adapté du populaire manga où elle interprète l'une des trois sœurs Kisugi, et double quelques personnages de séries anime. En 2005, elle forme le trio pop Cutie Mommy avec deux autres idoles populaires des années 1980 : Chiemi Hori et Iyo Matsumoto.

## Discographie
| - 1982 : Isoide! Hatsukoi - 1982 : Love Light - 1982 : Answer Song wa aishuu - 1983 : Ano koro ni mou ichido - 1983 : Natsu iro no Nancy - 1983 : Nagisa no Lion - 1983 : Lucky Lips - 1983 : Daite My Love - 1984 : Yuuwaku kousen kura-! - 1984 : Me ☆ Sailorman - 1984 : Aishuu jou ku - 1985 : TONIGHT - 1985 : STAND UP - 1985 : PASSION - 1985 : CLASH - 1986 : Seireki 1986 - 1986 : NEWS ni naranai koi - 1986 : LOVE STATION - 1987 : Heart wa modoranai - 1987 : CARIBBEAN NIGHT - 1987 : TOKIO EXPRESS - 1987 : LONELY LIAR - 1988 : GET UP - 1988 : YESTERDAY DREAMER - 1989 : BEAT LOVER - 1989 : Yuubae no naka de - 1991 : Hepburn ni yoroshiku - 1992 : Hohoemi aeru - 1994 : SHOOTING STAR - 1995 : CHANCE | - 1982 : AND I LOVE YOU - 1982 : Image - 1983 : LANAI - 1983 : Dear - 1983 : COLORFUL BOX - 1984 : RECESS - 1984 : Sincerely - 1984 : MUSIC - 1985 : WOW! - 1985 : TWIN - 1986 : YŪ - 1986 : Burning Illusion - 1986 : YŪ’S GOODS - 1986 : Shadows of the Knight - 1987 : GET DOWN! - 1987 : YŪ's BEAT - 1988 : WHO'S GONNA COME? - 1988 : MOMENTS Divers - 1985 : KIDS (キッズ) (Bande originale du film) - 2004 : Let’s Sing Together! (chansons pour enfants) Compilations - 1985 : you Best'85 - 1990 : SINCE 1982 - MAIDEN VOYAGE - Best of Yu - 1995 : YU “SINGLE A” BEST COLLECTION - 2003 : Golden Best: Yū Hayami |

## Honneur
L'astéroïde (6880) Hayamiyu est nommé en son honneur.